# Liste des planètes mineures (717001-718000)
Voici la liste des planètes mineures numérotées de 717001 à 718000. Les planètes mineures sont numérotées lorsque leur orbite est confirmée, ce qui peut parfois se produire longtemps après leur découverte. Elles sont classées ici par leur numéro.

## Planètes mineures 717001 à 718000
- (717001) 2016 LG64
- (717002) 2016 LO65
- (717003) 2016 LA67
- (717004) 2016 LY76
- (717005) 2016 LF77
- (717006) 2016 LE81
- (717007) 2016 LG81
- (717008) 2016 LL81
- (717009) 2016 LN81
- (717010) 2016 LJ95
- (717011) 2016 MM3
- (717012) 2016 NJ3
- (717013) 2016 NQ3
- (717014) 2016 NY5
- (717015) 2016 NH6
- (717016) 2016 NP8
- (717017) 2016 NF11
- (717018) 2016 NV16
- (717019) 2016 NF19
- (717020) 2016 NW19
- (717021) 2016 ND21
- (717022) 2016 NQ23
- (717023) 2016 NX23
- (717024) 2016 NH25
- (717025) 2016 NB27
- (717026) 2016 NN27
- (717027) 2016 NJ37
- (717028) 2016 NB38
- (717029) 2016 NJ41
- (717030) 2016 NM41
- (717031) 2016 NV43
- (717032) 2016 NQ46
- (717033) 2016 NZ47
- (717034) 2016 NU48
- (717035) 2016 NJ51
- (717036) 2016 NG55
- (717037) 2016 NN55
- (717038) 2016 NX56
- (717039) 2016 NA60
- (717040) 2016 NH67
- (717041) 2016 ND68
- (717042) 2016 NX68
- (717043) 2016 NF69
- (717044) 2016 ND72
- (717045) 2016 NJ72
- (717046) 2016 NX73
- (717047) 2016 NM76
- (717048) 2016 NO78
- (717049) 2016 NX78
- (717050) 2016 NH81
- (717051) 2016 NX81
- (717052) 2016 NF84
- (717053) 2016 NT85
- (717054) 2016 NB86
- (717055) 2016 NG86
- (717056) 2016 NX88
- (717057) 2016 NN90
- (717058) 2016 NB107
- (717059) 2016 NN108
- (717060) 2016 NP110
- (717061) 2016 NT113
- (717062) 2016 NW113
- (717063) 2016 NX113
- (717064) 2016 NY113
- (717065) 2016 NX117
- (717066) 2016 ND118
- (717067) 2016 NM118
- (717068) 2016 NT118
- (717069) 2016 NL119
- (717070) 2016 NS122
- (717071) 2016 NB124
- (717072) 2016 NE145
- (717073) 2016 NK147
- (717074) 2016 NJ148
- (717075) 2016 NH150
- (717076) 2016 NY172
- (717077) 2016 NZ179
- (717078) 2016 OL2
- (717079) 2016 OB3
- (717080) 2016 OD3
- (717081) 2016 OU3
- (717082) 2016 OA4
- (717083) 2016 OV7
- (717084) 2016 OY7
- (717085) 2016 OC8
- (717086) 2016 OZ10
- (717087) 2016 OO12
- (717088) 2016 PD3
- (717089) 2016 PU3
- (717090) 2016 PG5
- (717091) 2016 PO6
- (717092) 2016 PR7
- (717093) 2016 PP9
- (717094) 2016 PZ10
- (717095) 2016 PN11
- (717096) 2016 PE19
- (717097) 2016 PK23
- (717098) 2016 PY25
- (717099) 2016 PX29
- (717100) 2016 PH32
- (717101) 2016 PC42
- (717102) 2016 PM42
- (717103) 2016 PX42
- (717104) 2016 PP48
- (717105) 2016 PR49
- (717106) 2016 PG53
- (717107) 2016 PH61
- (717108) 2016 PX65
- (717109) 2016 PS67
- (717110) 2016 PL70
- (717111) 2016 PU72
- (717112) 2016 PW73
- (717113) 2016 PZ73
- (717114) 2016 PV74
- (717115) 2016 PK78
- (717116) 2016 PP79
- (717117) 2016 PD80
- (717118) 2016 PO83
- (717119) 2016 PC85
- (717120) 2016 PL85
- (717121) 2016 PC90
- (717122) 2016 PJ90
- (717123) 2016 PK93
- (717124) 2016 PT93
- (717125) 2016 PE94
- (717126) 2016 PJ94
- (717127) 2016 PL94
- (717128) 2016 PA96
- (717129) 2016 PT96
- (717130) 2016 PC97
- (717131) 2016 PF97
- (717132) 2016 PZ97
- (717133) 2016 PB98
- (717134) 2016 PG100
- (717135) 2016 PO101
- (717136) 2016 PR101
- (717137) 2016 PW101
- (717138) 2016 PV102
- (717139) 2016 PG103
- (717140) 2016 PS105
- (717141) 2016 PV107
- (717142) 2016 PX109
- (717143) 2016 PZ109
- (717144) 2016 PM110
- (717145) 2016 PU110
- (717146) 2016 PM111
- (717147) 2016 PK112
- (717148) 2016 PA113
- (717149) 2016 PO114
- (717150) 2016 PF115
- (717151) 2016 PM116
- (717152) 2016 PR116
- (717153) 2016 PS116
- (717154) 2016 PZ116
- (717155) 2016 PB117
- (717156) 2016 PE117
- (717157) 2016 PO122
- (717158) 2016 PU122
- (717159) 2016 PJ123
- (717160) 2016 PL126
- (717161) 2016 PQ126
- (717162) 2016 PX127
- (717163) 2016 PY146
- (717164) 2016 PN152
- (717165) 2016 PB153
- (717166) 2016 PK153
- (717167) 2016 PV153
- (717168) 2016 PO154
- (717169) 2016 PJ156
- (717170) 2016 PU156
- (717171) 2016 PK163
- (717172) 2016 PS163
- (717173) 2016 PC165
- (717174) 2016 PL166
- (717175) 2016 PB167
- (717176) 2016 PG167
- (717177) 2016 PZ177
- (717178) 2016 PH178
- (717179) 2016 PV191
- (717180) 2016 PZ196
- (717181) 2016 PG207
- (717182) 2016 PH209
- (717183) 2016 PZ209
- (717184) 2016 PV211
- (717185) 2016 PP219
- (717186) 2016 PE226
- (717187) 2016 PY227
- (717188) 2016 PO230
- (717189) 2016 PP231
- (717190) 2016 PX231
- (717191) 2016 PW235
- (717192) 2016 PG236
- (717193) 2016 PH239
- (717194) 2016 PG245
- (717195) 2016 PS247
- (717196) 2016 PE283
- (717197) 2016 PZ295
- (717198) 2016 QX1
- (717199) 2016 QT3
- (717200) 2016 QJ6
- (717201) 2016 QL6
- (717202) 2016 QF7
- (717203) 2016 QQ7
- (717204) 2016 QM9
- (717205) 2016 QB10
- (717206) 2016 QO12
- (717207) 2016 QS12
- (717208) 2016 QW12
- (717209) 2016 QG14
- (717210) 2016 QJ15
- (717211) 2016 QP16
- (717212) 2016 QA17
- (717213) 2016 QD24
- (717214) 2016 QF24
- (717215) 2016 QO26
- (717216) 2016 QQ32
- (717217) 2016 QW32
- (717218) 2016 QZ33
- (717219) 2016 QA34
- (717220) 2016 QW34
- (717221) 2016 QT39
- (717222) 2016 QX41
- (717223) 2016 QT45
- (717224) 2016 QB48
- (717225) 2016 QT48
- (717226) 2016 QH49
- (717227) 2016 QO49
- (717228) 2016 QH50
- (717229) 2016 QZ50
- (717230) 2016 QB56
- (717231) 2016 QJ57
- (717232) 2016 QP58
- (717233) 2016 QW58
- (717234) 2016 QU60
- (717235) 2016 QN65
- (717236) 2016 QX67
- (717237) 2016 QB68
- (717238) 2016 QF68
- (717239) 2016 QK69
- (717240) 2016 QU74
- (717241) 2016 QF75
- (717242) 2016 QL75
- (717243) 2016 QU76
- (717244) 2016 QH77
- (717245) 2016 QT78
- (717246) 2016 QC79
- (717247) 2016 QB81
- (717248) 2016 QM81
- (717249) 2016 QO81
- (717250) 2016 QF83
- (717251) 2016 QD87
- (717252) 2016 QM88
- (717253) 2016 QT89
- (717254) 2016 QY89
- (717255) 2016 QY90
- (717256) 2016 QN91
- (717257) 2016 QF93
- (717258) 2016 QP93
- (717259) 2016 QS94
- (717260) 2016 QD95
- (717261) 2016 QV102
- (717262) 2016 QO104
- (717263) 2016 QP104
- (717264) 2016 QQ104
- (717265) 2016 QG105
- (717266) 2016 QK108
- (717267) 2016 QK109
- (717268) 2016 QP109
- (717269) 2016 QU109
- (717270) 2016 QA110
- (717271) 2016 QU110
- (717272) 2016 QJ111
- (717273) 2016 QD113
- (717274) 2016 QJ113
- (717275) 2016 QK114
- (717276) 2016 QM124
- (717277) 2016 QB128
- (717278) 2016 QF130
- (717279) 2016 QT131
- (717280) 2016 RW4
- (717281) 2016 RU6
- (717282) 2016 RB7
- (717283) 2016 RH8
- (717284) 2016 RE10
- (717285) 2016 RX10
- (717286) 2016 RZ12
- (717287) 2016 RC16
- (717288) 2016 RW16
- (717289) 2016 RK21
- (717290) 2016 RS22
- (717291) 2016 RF24
- (717292) 2016 RD27
- (717293) 2016 RR30
- (717294) 2016 RO33
- (717295) 2016 RS37
- (717296) 2016 RX43
- (717297) 2016 RG46
- (717298) 2016 RK46
- (717299) 2016 RN46
- (717300) 2016 RR46
- (717301) 2016 RU46
- (717302) 2016 RX46
- (717303) 2016 RQ47
- (717304) 2016 RP48
- (717305) 2016 RX49
- (717306) 2016 RR51
- (717307) 2016 RT59
- (717308) 2016 RY59
- (717309) 2016 RG64
- (717310) 2016 RC65
- (717311) 2016 RN67
- (717312) 2016 RC69
- (717313) 2016 RA72
- (717314) 2016 RT75
- (717315) 2016 RY77
- (717316) 2016 RY84
- (717317) 2016 RV85
- (717318) 2016 RR92
- (717319) 2016 RC96
- (717320) 2016 SZ
- (717321) 2016 SY3
- (717322) 2016 SA4
- (717323) 2016 SF6
- (717324) 2016 SX7
- (717325) 2016 SE8
- (717326) 2016 SO8
- (717327) 2016 SX8
- (717328) 2016 SB11
- (717329) 2016 SJ12
- (717330) 2016 ST12
- (717331) 2016 SW16
- (717332) 2016 SS18
- (717333) 2016 SC19
- (717334) 2016 SR20
- (717335) 2016 SQ25
- (717336) 2016 SY25
- (717337) 2016 SL28
- (717338) 2016 SO30
- (717339) 2016 SJ32
- (717340) 2016 SL32
- (717341) 2016 SR32
- (717342) 2016 SK36
- (717343) 2016 SN37
- (717344) 2016 SG39
- (717345) 2016 SF41
- (717346) 2016 SP41
- (717347) 2016 SC42
- (717348) 2016 SG42
- (717349) 2016 SK44
- (717350) 2016 ST44
- (717351) 2016 SD48
- (717352) 2016 SR49
- (717353) 2016 SX49
- (717354) 2016 SD50
- (717355) 2016 SZ50
- (717356) 2016 SK53
- (717357) 2016 SW53
- (717358) 2016 SW64
- (717359) 2016 SR66
- (717360) 2016 SG74
- (717361) 2016 SM75
- (717362) 2016 SS75
- (717363) 2016 SS78
- (717364) 2016 SA80
- (717365) 2016 SN80
- (717366) 2016 SC81
- (717367) 2016 SM84
- (717368) 2016 SQ84
- (717369) 2016 SN109
- (717370) 2016 TS1
- (717371) 2016 TP5
- (717372) 2016 TJ7
- (717373) 2016 TW7
- (717374) 2016 TZ7
- (717375) 2016 TE9
- (717376) 2016 TQ10
- (717377) 2016 TY12
- (717378) 2016 TY15
- (717379) 2016 TE16
- (717380) 2016 TE20
- (717381) 2016 TA22
- (717382) 2016 TY22
- (717383) 2016 TB23
- (717384) 2016 TF25
- (717385) 2016 TC27
- (717386) 2016 TN28
- (717387) 2016 TH30
- (717388) 2016 TF31
- (717389) 2016 TT35
- (717390) 2016 TM42
- (717391) 2016 TS42
- (717392) 2016 TP44
- (717393) 2016 TT46
- (717394) 2016 TK47
- (717395) 2016 TN48
- (717396) 2016 TV51
- (717397) 2016 TP52
- (717398) 2016 TD58
- (717399) 2016 TN58
- (717400) 2016 TW60
- (717401) 2016 TZ60
- (717402) 2016 TZ61
- (717403) 2016 TB64
- (717404) 2016 TX64
- (717405) 2016 TW70
- (717406) 2016 TB71
- (717407) 2016 TM73
- (717408) 2016 TQ75
- (717409) 2016 TK76
- (717410) 2016 TM79
- (717411) 2016 TQ80
- (717412) 2016 TA81
- (717413) 2016 TL82
- (717414) 2016 TF83
- (717415) 2016 TO83
- (717416) 2016 TE84
- (717417) 2016 TK84
- (717418) 2016 TL84
- (717419) 2016 TO84
- (717420) 2016 TM86
- (717421) 2016 TT86
- (717422) 2016 TY86
- (717423) 2016 TT87
- (717424) 2016 TP88
- (717425) 2016 TX88
- (717426) 2016 TK92
- (717427) 2016 TX93
- (717428) 2016 TD95
- (717429) 2016 TG97
- (717430) 2016 TZ97
- (717431) 2016 TP98
- (717432) 2016 TZ98
- (717433) 2016 TC99
- (717434) 2016 TG100
- (717435) 2016 TN110
- (717436) 2016 TA119
- (717437) 2016 TU120
- (717438) 2016 TH121
- (717439) 2016 TJ121
- (717440) 2016 TL121
- (717441) 2016 TY122
- (717442) 2016 TE123
- (717443) 2016 TB131
- (717444) 2016 TP131
- (717445) 2016 TM132
- (717446) 2016 TN132
- (717447) 2016 TS132
- (717448) 2016 TT132
- (717449) 2016 TU132
- (717450) 2016 TV132
- (717451) 2016 TC133
- (717452) 2016 TK133
- (717453) 2016 TP133
- (717454) 2016 TE135
- (717455) 2016 TA136
- (717456) 2016 TG137
- (717457) 2016 TO137
- (717458) 2016 TA138
- (717459) 2016 TR138
- (717460) 2016 TS138
- (717461) 2016 TK142
- (717462) 2016 TW142
- (717463) 2016 TG145
- (717464) 2016 TQ145
- (717465) 2016 TE150
- (717466) 2016 TX151
- (717467) 2016 TF183
- (717468) 2016 TP184
- (717469) 2016 TM189
- (717470) 2016 TB192
- (717471) 2016 UV1
- (717472) 2016 UY1
- (717473) 2016 UZ6
- (717474) 2016 UL7
- (717475) 2016 UZ8
- (717476) 2016 UA9
- (717477) 2016 UQ9
- (717478) 2016 UK10
- (717479) 2016 UH12
- (717480) 2016 UO13
- (717481) 2016 UJ15
- (717482) 2016 US15
- (717483) 2016 UF17
- (717484) 2016 UW17
- (717485) 2016 UH26
- (717486) 2016 UH28
- (717487) 2016 UO28
- (717488) 2016 UK30
- (717489) 2016 UN30
- (717490) 2016 UG32
- (717491) 2016 UL32
- (717492) 2016 UG34
- (717493) 2016 UH34
- (717494) 2016 US36
- (717495) 2016 UL37
- (717496) 2016 UO38
- (717497) 2016 UR39
- (717498) 2016 UW39
- (717499) 2016 UJ40
- (717500) 2016 US40
- (717501) 2016 UY42
- (717502) 2016 UE44
- (717503) 2016 UK46
- (717504) 2016 UT46
- (717505) 2016 US47
- (717506) 2016 UG48
- (717507) 2016 UV48
- (717508) 2016 UF49
- (717509) 2016 UT49
- (717510) 2016 UM52
- (717511) 2016 UA53
- (717512) 2016 UO53
- (717513) 2016 UN54
- (717514) 2016 UU54
- (717515) 2016 UO55
- (717516) 2016 UD56
- (717517) 2016 UR58
- (717518) 2016 UN60
- (717519) 2016 UT60
- (717520) 2016 UL61
- (717521) 2016 UK62
- (717522) 2016 UP63
- (717523) 2016 UL64
- (717524) 2016 UZ71
- (717525) 2016 UN72
- (717526) 2016 UG75
- (717527) 2016 UY75
- (717528) 2016 UL77
- (717529) 2016 UH78
- (717530) 2016 UJ78
- (717531) 2016 UL78
- (717532) 2016 UT78
- (717533) 2016 UC81
- (717534) 2016 UH82
- (717535) 2016 UB84
- (717536) 2016 UY86
- (717537) 2016 UN87
- (717538) 2016 UJ88
- (717539) 2016 UH89
- (717540) 2016 UJ90
- (717541) 2016 UO93
- (717542) 2016 UZ94
- (717543) 2016 UQ95
- (717544) 2016 UO96
- (717545) 2016 UX96
- (717546) 2016 UN97
- (717547) 2016 UR97
- (717548) 2016 UF98
- (717549) 2016 US98
- (717550) 2016 UY98
- (717551) 2016 US99
- (717552) 2016 UA100
- (717553) 2016 UK100
- (717554) 2016 UN103
- (717555) 2016 UA108
- (717556) 2016 UF108
- (717557) 2016 UP108
- (717558) 2016 UW110
- (717559) 2016 UG112
- (717560) 2016 UT116
- (717561) 2016 UU119
- (717562) 2016 UH121
- (717563) 2016 UK124
- (717564) 2016 UX127
- (717565) 2016 UU129
- (717566) 2016 UX129
- (717567) 2016 UF133
- (717568) 2016 UY134
- (717569) 2016 UJ135
- (717570) 2016 UP135
- (717571) 2016 UZ135
- (717572) 2016 UC137
- (717573) 2016 UN140
- (717574) 2016 UX140
- (717575) 2016 UB142
- (717576) 2016 UE144
- (717577) 2016 UX144
- (717578) 2016 US145
- (717579) 2016 UD147
- (717580) 2016 UZ148
- (717581) 2016 UF154
- (717582) 2016 UA155
- (717583) 2016 UL168
- (717584) 2016 UD170
- (717585) 2016 UZ170
- (717586) 2016 UD186
- (717587) 2016 UF191
- (717588) 2016 UH208
- (717589) 2016 UD247
- (717590) 2016 UE247
- (717591) 2016 UY247
- (717592) 2016 UD249
- (717593) 2016 UR249
- (717594) 2016 UQ250
- (717595) 2016 UR250
- (717596) 2016 UW250
- (717597) 2016 UL251
- (717598) 2016 UV251
- (717599) 2016 UH252
- (717600) 2016 UU253
- (717601) 2016 UP254
- (717602) 2016 UX255
- (717603) 2016 UA257
- (717604) 2016 UL260
- (717605) 2016 UQ266
- (717606) 2016 UJ274
- (717607) 2016 UL276
- (717608) 2016 UQ276
- (717609) 2016 UQ284
- (717610) 2016 VF7
- (717611) 2016 VP8
- (717612) 2016 VC9
- (717613) 2016 VJ9
- (717614) 2016 VL9
- (717615) 2016 VP10
- (717616) 2016 VR10
- (717617) 2016 VT11
- (717618) 2016 VV11
- (717619) 2016 VB12
- (717620) 2016 VH12
- (717621) 2016 VQ12
- (717622) 2016 VX13
- (717623) 2016 VR14
- (717624) 2016 VC15
- (717625) 2016 VZ16
- (717626) 2016 VV17
- (717627) 2016 VJ18
- (717628) 2016 VY18
- (717629) 2016 VT19
- (717630) 2016 VZ19
- (717631) 2016 VA20
- (717632) 2016 VO20
- (717633) 2016 VQ20
- (717634) 2016 VS20
- (717635) 2016 VV20
- (717636) 2016 VA21
- (717637) 2016 VD21
- (717638) 2016 VH21
- (717639) 2016 VJ21
- (717640) 2016 VO21
- (717641) 2016 VR28
- (717642) 2016 VU28
- (717643) 2016 VL29
- (717644) 2016 VU29
- (717645) 2016 VQ30
- (717646) 2016 VN31
- (717647) 2016 VF33
- (717648) 2016 VX33
- (717649) 2016 VB34
- (717650) 2016 VJ34
- (717651) 2016 VT36
- (717652) 2016 VJ40
- (717653) 2016 VN49
- (717654) 2016 VS49
- (717655) 2016 VW56
- (717656) 2016 VV59
- (717657) 2016 WG5
- (717658) 2016 WJ6
- (717659) 2016 WU6
- (717660) 2016 WC9
- (717661) 2016 WJ10
- (717662) 2016 WX12
- (717663) 2016 WN13
- (717664) 2016 WL14
- (717665) 2016 WG18
- (717666) 2016 WX18
- (717667) 2016 WE20
- (717668) 2016 WS20
- (717669) 2016 WN22
- (717670) 2016 WA23
- (717671) 2016 WW27
- (717672) 2016 WE29
- (717673) 2016 WQ29
- (717674) 2016 WE31
- (717675) 2016 WE33
- (717676) 2016 WC34
- (717677) 2016 WW35
- (717678) 2016 WR36
- (717679) 2016 WS36
- (717680) 2016 WV36
- (717681) 2016 WG38
- (717682) 2016 WA39
- (717683) 2016 WU39
- (717684) 2016 WU40
- (717685) 2016 WE41
- (717686) 2016 WU41
- (717687) 2016 WQ42
- (717688) 2016 WC43
- (717689) 2016 WG43
- (717690) 2016 WE44
- (717691) 2016 WG44
- (717692) 2016 WO44
- (717693) 2016 WQ45
- (717694) 2016 WR45
- (717695) 2016 WU46
- (717696) 2016 WC52
- (717697) 2016 WW55
- (717698) 2016 WC56
- (717699) 2016 WG57
- (717700) 2016 WP62
- (717701) 2016 WZ62
- (717702) 2016 WD63
- (717703) 2016 WF63
- (717704) 2016 WH63
- (717705) 2016 WG64
- (717706) 2016 WC65
- (717707) 2016 WF65
- (717708) 2016 WR65
- (717709) 2016 WQ73
- (717710) 2016 WS73
- (717711) 2016 WZ74
- (717712) 2016 WD76
- (717713) 2016 WA77
- (717714) 2016 WO78
- (717715) 2016 WD81
- (717716) 2016 WC82
- (717717) 2016 WZ82
- (717718) 2016 XT
- (717719) 2016 XM5
- (717720) 2016 XD6
- (717721) 2016 XW6
- (717722) 2016 XK7
- (717723) 2016 XM7
- (717724) 2016 XU9
- (717725) 2016 XB10
- (717726) 2016 XS10
- (717727) 2016 XF12
- (717728) 2016 XH12
- (717729) 2016 XN13
- (717730) 2016 XT15
- (717731) 2016 XH16
- (717732) 2016 XG20
- (717733) 2016 XL20
- (717734) 2016 XS20
- (717735) 2016 XF21
- (717736) 2016 XD23
- (717737) 2016 XD26
- (717738) 2016 XQ26
- (717739) 2016 XN27
- (717740) 2016 XB28
- (717741) 2016 XY31
- (717742) 2016 XT34
- (717743) 2016 XT35
- (717744) 2016 XA36
- (717745) 2016 YQ1
- (717746) 2016 YV2
- (717747) 2016 YL7
- (717748) 2016 YM7
- (717749) 2016 YT7
- (717750) 2016 YH10
- (717751) 2016 YV11
- (717752) 2016 YW11
- (717753) 2016 YZ12
- (717754) 2016 YK13
- (717755) 2016 YM13
- (717756) 2016 YS13
- (717757) 2016 YV13
- (717758) 2016 YC14
- (717759) 2016 YH15
- (717760) 2016 YJ19
- (717761) 2016 YG20
- (717762) 2016 YR26
- (717763) 2016 YJ30
- (717764) 2017 AQ3
- (717765) 2017 AE8
- (717766) 2017 AU8
- (717767) 2017 AP9
- (717768) 2017 AG10
- (717769) 2017 AK10
- (717770) 2017 AX10
- (717771) 2017 AM11
- (717772) 2017 AH12
- (717773) 2017 AJ12
- (717774) 2017 AV15
- (717775) 2017 AZ15
- (717776) 2017 AR18
- (717777) 2017 AW18
- (717778) 2017 AE20
- (717779) 2017 AH20
- (717780) 2017 AC22
- (717781) 2017 AD22
- (717782) 2017 AG22
- (717783) 2017 AL22
- (717784) 2017 AS23
- (717785) 2017 AF37
- (717786) 2017 AY37
- (717787) 2017 AD39
- (717788) 2017 AO39
- (717789) 2017 AU43
- (717790) 2017 AQ48
- (717791) 2017 AK51
- (717792) 2017 AG52
- (717793) 2017 AK60
- (717794) 2017 AZ60
- (717795) 2017 BJ1
- (717796) 2017 BX1
- (717797) 2017 BG2
- (717798) 2017 BL2
- (717799) 2017 BX4
- (717800) 2017 BL7
- (717801) 2017 BS7
- (717802) 2017 BG8
- (717803) 2017 BR8
- (717804) 2017 BA12
- (717805) 2017 BL13
- (717806) 2017 BJ14
- (717807) 2017 BO18
- (717808) 2017 BZ18
- (717809) 2017 BS22
- (717810) 2017 BV22
- (717811) 2017 BW23
- (717812) 2017 BB24
- (717813) 2017 BR24
- (717814) 2017 BX24
- (717815) 2017 BB25
- (717816) 2017 BK27
- (717817) 2017 BZ27
- (717818) 2017 BM28
- (717819) 2017 BN28
- (717820) 2017 BB32
- (717821) 2017 BK33
- (717822) 2017 BL33
- (717823) 2017 BE34
- (717824) 2017 BG34
- (717825) 2017 BH34
- (717826) 2017 BS34
- (717827) 2017 BR35
- (717828) 2017 BA37
- (717829) 2017 BP38
- (717830) 2017 BD39
- (717831) 2017 BP39
- (717832) 2017 BH41
- (717833) 2017 BM41
- (717834) 2017 BW41
- (717835) 2017 BN42
- (717836) 2017 BG43
- (717837) 2017 BD45
- (717838) 2017 BV45
- (717839) 2017 BX46
- (717840) 2017 BC47
- (717841) 2017 BS47
- (717842) 2017 BF48
- (717843) 2017 BP48
- (717844) 2017 BK49
- (717845) 2017 BR49
- (717846) 2017 BO50
- (717847) 2017 BN51
- (717848) 2017 BC53
- (717849) 2017 BO53
- (717850) 2017 BR53
- (717851) 2017 BE54
- (717852) 2017 BF54
- (717853) 2017 BB55
- (717854) 2017 BU55
- (717855) 2017 BE56
- (717856) 2017 BK56
- (717857) 2017 BH57
- (717858) 2017 BB58
- (717859) 2017 BX60
- (717860) 2017 BU61
- (717861) 2017 BS62
- (717862) 2017 BR63
- (717863) 2017 BV63
- (717864) 2017 BJ64
- (717865) 2017 BR66
- (717866) 2017 BS67
- (717867) 2017 BH68
- (717868) 2017 BS68
- (717869) 2017 BG69
- (717870) 2017 BS71
- (717871) 2017 BZ71
- (717872) 2017 BK78
- (717873) 2017 BO78
- (717874) 2017 BC80
- (717875) 2017 BD81
- (717876) 2017 BG81
- (717877) 2017 BA82
- (717878) 2017 BT82
- (717879) 2017 BS83
- (717880) 2017 BP84
- (717881) 2017 BC85
- (717882) 2017 BD85
- (717883) 2017 BF85
- (717884) 2017 BF86
- (717885) 2017 BK86
- (717886) 2017 BW86
- (717887) 2017 BH87
- (717888) 2017 BZ88
- (717889) 2017 BV95
- (717890) 2017 BF96
- (717891) 2017 BN96
- (717892) 2017 BX96
- (717893) 2017 BC97
- (717894) 2017 BU97
- (717895) 2017 BP98
- (717896) 2017 BR98
- (717897) 2017 BW98
- (717898) 2017 BX99
- (717899) 2017 BN101
- (717900) 2017 BY101
- (717901) 2017 BJ104
- (717902) 2017 BZ106
- (717903) 2017 BH108
- (717904) 2017 BH109
- (717905) 2017 BO109
- (717906) 2017 BS110
- (717907) 2017 BK112
- (717908) 2017 BM112
- (717909) 2017 BQ116
- (717910) 2017 BH117
- (717911) 2017 BV119
- (717912) 2017 BW120
- (717913) 2017 BU121
- (717914) 2017 BY121
- (717915) 2017 BG122
- (717916) 2017 BJ122
- (717917) 2017 BX122
- (717918) 2017 BZ122
- (717919) 2017 BS123
- (717920) 2017 BX123
- (717921) 2017 BB124
- (717922) 2017 BC124
- (717923) 2017 BN124
- (717924) 2017 BH125
- (717925) 2017 BO125
- (717926) 2017 BO126
- (717927) 2017 BF127
- (717928) 2017 BW127
- (717929) 2017 BS131
- (717930) 2017 BD132
- (717931) 2017 BP132
- (717932) 2017 BB133
- (717933) 2017 BR133
- (717934) 2017 BY136
- (717935) 2017 BE137
- (717936) 2017 BS137
- (717937) 2017 BU137
- (717938) 2017 BD138
- (717939) 2017 BJ139
- (717940) 2017 BE140
- (717941) 2017 BU140
- (717942) 2017 BA141
- (717943) 2017 BP141
- (717944) 2017 BO144
- (717945) 2017 BJ153
- (717946) 2017 BG155
- (717947) 2017 BK155
- (717948) 2017 BS156
- (717949) 2017 BD157
- (717950) 2017 BL157
- (717951) 2017 BR159
- (717952) 2017 BV160
- (717953) 2017 BH161
- (717954) 2017 BZ164
- (717955) 2017 BZ166
- (717956) 2017 BO167
- (717957) 2017 BQ172
- (717958) 2017 BC178
- (717959) 2017 BG184
- (717960) 2017 BN184
- (717961) 2017 BE187
- (717962) 2017 BC189
- (717963) 2017 BG191
- (717964) 2017 BJ194
- (717965) 2017 BK199
- (717966) 2017 BY199
- (717967) 2017 BR201
- (717968) 2017 BU207
- (717969) 2017 BR209
- (717970) 2017 BM212
- (717971) 2017 BT215
- (717972) 2017 BH216
- (717973) 2017 BQ216
- (717974) 2017 BD222
- (717975) 2017 BN222
- (717976) 2017 BX223
- (717977) 2017 BY238
- (717978) 2017 CX2
- (717979) 2017 CG3
- (717980) 2017 CM3
- (717981) 2017 CF4
- (717982) 2017 CS5
- (717983) 2017 CN6
- (717984) 2017 CF7
- (717985) 2017 CA8
- (717986) 2017 CO9
- (717987) 2017 CW9
- (717988) 2017 CB10
- (717989) 2017 CH10
- (717990) 2017 CF13
- (717991) 2017 CU14
- (717992) 2017 CV15
- (717993) 2017 CD17
- (717994) 2017 CS17
- (717995) 2017 CU17
- (717996) 2017 CV17
- (717997) 2017 CB18
- (717998) 2017 CE18
- (717999) 2017 CK18
- (718000) 2017 CG19